# Calyptella cernua
Calyptella cernua är en svampart som tillhör divisionen basidiesvampar, och som först beskrevs av Heinrich Christian Friedrich Schumacher, och fick sitt nu gällande namn av W. B. Cooke ss. Schumacher, non Cooke. Calyptella cernua ingår i släktet Calyptella, och familjen Chromocyphellaceae. Arten har ej påträffats i Sverige.